# Generace Národního divadla
Generace Národního divadla je označení pro společenství autorů, kteří přímo pracovali na výzdobě Národního divadla nebo tvořili v době jeho vzniku. Národní divadlo jako symbol celonárodního úsilí dalo označení generaci architektů a umělců, kteří v době jeho vzniku tvořili (dokončeno 1881–1883) a byli představiteli novorenesančního slohu v Čechách. Představě měšťanské společnosti o architektonické formě symbolizující sílu a tvořivost českého národa odpovídal právě neorenesanční sloh, který uplatnili v návrzích nejvýznamnějších veřejných staveb architekti Josef Hlávka, Josef Zítek (Národní divadlo), Josef Schulz (dostavba Národního divadla, Národní muzeum) a Antonín Wiehl. Čeští architekti novorenesance vnímali architekturu české novorenesance jako gesamtkunstwerk a toto pojetí naplňovali ve svých realizacích ve spolupráci s nejvýznamnějšími malíři a sochaři generace Národního divadla: Josefem Václavem Myslbekem, Maxmiliánem Pirnerem, Mikolášem Alšem, Bohuslavem Schnirchem, Františkem Ženíškem, Stanislavem Suchardou, Josefem Mauderem, Antonínem Poppem a dalšími. K znakům umění generace Národního divadla tedy patřily novorenesanční sloh, mánesovská malba a romantická krajinomalba, využití slovanské mytologie.

## Díla autorů generace Českého Národního divadla

### Architektura
Josef Zítek
- Národní divadlo v Praze (později převzal J. Schulz) – novorenesanční sloh
- Mlýnská kolonáda v Karlových Varech – novorenesanční klasicistní sloh
- Dům umělců "Rudolfinum" v Praze (spolupracoval s J. Schulzem) – novorenesanční klasicistní sloh

Josef Schulz
- Národní muzeum v Praze – monumentální novorenesanční sloh
- Národní divadlo v Praze (dokončil po J. Zítkovi) – úprava střechy a interiéru po požáru
- Dům umělců "Rudolfinum" v Praze (spolupracoval s J. Zítkem)
- Uměleckoprůmyslové muzeum v Praze – francouzská novorenesance
- radnice na Smíchově, zámek na Hrubé Skále, Valdštejnský palác – úpravy a restaurování starých staveb

Antonín Wiehl
- Staroměstská vodárna (dnes Smetanovo muzeum) (1883)
- Městská spořitelna pražská v Rytířské ulici – (společně s O. Polívkou, Alšem, Ženíškem, Schnirchem a Suchardou) (1891–95))
- Slavín (hrobka) a hřbitovní arkády na Vyšehradě (1887) (1889–1893)
- koncepce výstaviště Jubilejní výstavy v roce 1891 (spolupráce Bedřichem Münzbergerem)
- Fara u sv. Petra v Praze v Biskupské ulici (1893–94)
- Dům U Mladých Goliášů Praha 1-Staré Město, Jilská 527/2, Skořepka 527/1 (1888–1889)
- rekonstrukce Novoměstské radnice (1904–1905)
- zvonice (dřevěná) u kostela svaté Ludmily v Mělníku (1906)
- Kostel Nejsvětější Trojice v Dobříši, okres Příbram (rekonstrukce) (1907)
- Muzeum – původně Sbor Českých bratří v Mladé Boleslavi (rekonstrukce) (1895)
- Žižkova mohyla u vsi Žižkovo Pole, okres Havlíčkův Brod, kde údajně Jan Žižka zemřel (1874)
- Pomník Jana Žižky v Čáslavi (s J. V. Myslbekem) (1881)
- Hrobka rodiny Daubkovy (s J. V. Myslbekem a M. Pirnerem (1888)
- Duslova vila v Berouně (spolupráce J. V. Myslbek) (1890)
- Vila Josefa Šebestiána Daubka v Brněnci u Svitav – přístavba ke staršímu objektu (spolupráce Fr.Ženíšek – sgrafita) (1887)
- vlastní Vila Antonína Wiehla ve Smolnici u Loun (spolupráce M. Aleš, J. V. Myslbek a Maudr) (1898)
- Dům Bohuslava Schnircha v Mikovcově ulici čp. 548/5 na Vinohradech, autory výzdoby jsou Schnirch a Fr. Ženíšek. (1875)[4][5]
- Olivův dům čp. 1032/14 v Divadelní ulici Wiehl stavěl spolu se J. Zeyerem, autory výzdoby jsou Tulka a Myslbek (1876)[4][6] rodinný dům čp. 1050
- nárožní Dům s taneční školou Karla Linka čp. 1050 v Praze 1, Divadelní ul. 12, Krocínova ul. 1. Wiehl stavěl spolu se J. Zeyerem. (1875–1876)[7]
- Dům čp. 1035/17 v ulici Karolíny Světlé Wiehl stavěl spolu se J. Zeyerem. Autory výzdoby jsou Ženíšek a Myslbek (1876)[7][8]
- Dům čp. 317/15 v ulici Karoliny Světlé U Vratislavů Wiehl stavěl spolu se J. Zeyerem (1877)[7][9]
- nárožní Dům U Mladých Goliášů čp. 527/I ve Skořepce Praha 1 Staré Město, Jilská 2, Skořepka 1. Wiehl postavil s Karlem Gemperlem. Návrhy sgrafit Mikoláš Aleš.(1888–1889)[10][11][12][13]
- nárožní dům čp. 542 ve Zborovské ulici 42 na Smíchově. Wiehl postavil s Karlem Gemperlem. Návrhy plastik J. V. Myslbek. (1885)[14][15][16]
- nárožní dům čp. 1682 Na Poříčí (or. č. 18), (Havlíčkova č. o. 15). Wiehl postavil s Karlem Gemperlem. (1886)[17]
- vlastní nárožní Wiehlův dům čp. 792 na Václavském náměstí autoři výzdoby Aleš a Josef Fanta (1894–96)[17][18]
- nárožní Wiehlův dům čp. 560 ve Slaném pro svého bratra Julia Wiehla, Wiehl sám navrhl sgrafita na fasádě (1879–1880)[17][19][20][21][22][23]

### Malířství
Mikoláš Aleš
- cyklus obrazů Vlast v Národním divadle (spolu s F. Ženíškem) – 14 lunet ve vstupní hale
- náčrty 4 nástěnných a 3 stropních maleb ve vstupní hale Národního divadla (provedl F. Ženíšek)
- knižní a časopisecká ilustrace (Květy, Tyrolské elegie, Psohlavci, Špalíček, Slabikář...), vlastní obrazová tvorba
- pro jeho kresbu je charakteristická silná černá obrysová linka

Vojtěch Hynais
- výzdoba Královské lóže Národního divadla
- opona Národního divadla
- portréty, obrazy; výzdoba Dvorního divadla ve Vídni

František Ženíšek
- návrh 8 alegorických postav v nástropních medailonech Národního divadla
- stropní malby ve vstupní hale Národního divadla
- návrh opony Národního divadla (shořela)
- podobizny, obrazy, sgrafita

Josef Tulka
- návrh 5 lunet v lodžii Národního divadla – Cyklus Píseň
- oltářní obrazy, malby a kresby na historická témata

Julius Mařák
- výzdoba královské lóže Národního divadla – 9 obrazů hradů a památných míst Čech a Moravy
- krajiny, grafiky, obrazy

Adolf Liebscher
- 8 lunet ve spojovací chodbě Národního divadla – tempera na zeď
- dekorativní malba, historická malba, ilustrace

Václav Brožík
- 3 obrazy v salónu Královské lóže – Tři doby země české (Přemyslovci, Lucemburkové, Habsburkové)
- lunety, historické malby, krajiny, venkovské žánry, podobizny.

### Sochařství
Bohuslav Schnirch
- veškerá kamenická ornamentální výzdoba Národního divadla
- sochy Apollóna a Devíti múz na atice lodžie Národního divadla
- trigy na nárožních pylonech Národního divadla
- tympanon nad jevištěm, medailony Měsíců, Dne a noci v Královské lóži v Národním divadle
- sochařská výzdoba Prahy

Josef Václav Myslbek
- alegorické sochy Činohry a Zpěvohry v Národním divadle
- alegorické sochy, pomníky

Antonín Pavel Wagner
- sochařská výzdoba Vídně
- alegorie, sochy